# Bahía Fósiles
La bahía Fósiles es una bahía ubicada en la costa este de la isla Marambio/Seymour, del grupo de la isla James Ross, Antártida. Tiene dos kilómetros de largo y se halla al nornoreste del cabo Lamas, en aguas del estrecho Bouchard o paso Almirantazgo.

## Características
Fue nombrada por el Programa Antártico de los Estados Unidos e investigadores argentinos debido a los fósiles encontrados aquí en 1982. En idioma inglés se reemplazó el topónimo original Bay (bahía) por Bight (ancón). Se encuentra próxima a la quebrada Larga, sitio donde se han hallado numerosos fósiles.
Aquí se han encontrado los primeros mosasaurios antárticos, en rocas de la Formación López de Bertodano, que data del Cretácico superior.

## Reclamaciones territoriales
Argentina incluye a la bahía en el departamento Antártida Argentina dentro de la provincia de Tierra del Fuego, Antártida e Islas del Atlántico Sur; para Chile forma parte de la comuna Antártica de la provincia Antártica Chilena dentro de la Región de Magallanes y de la Antártica Chilena; y para el Reino Unido integra el Territorio Antártico Británico. Las tres reclamaciones están sujetas a las disposiciones del Tratado Antártico.
Nomenclatura de los países reclamantes: 
- Argentina: bahía Fósiles[5][6]
- Chile: ¿?
- Reino Unido: Fossil Bight[7]